# Alfric d'Abingdon
Alfric d'Abingdon (Kent?, s. X - Canterbury, 16 de novembre de 1005) fou un religiós anglès, esdevingut 28è arquebisbe de Canterbury. És venerat com a sant per diverses confessions cristianes.

## Biografia
Alfric era fill d'un comte de Kent. Va esdevenir monjo benedictí a l'Abadia de Abingdon i, ben aviat, probablement abat. Després va passar com a abat de l'Abadia de Saint Albans cap al 975. El 990 va ser elevat al Bisbat de Ramsbury, i el 995 a la seu de Canterbury. La seva proposta com a arquebisbe de Canterbury es va produir el 21 d'abril de 995 en un Witenagemot celebrat a Amesbury.
El nomenament d'Alfric no va agradar al clergat del capítol de la catedral, que va enviar a dos membres a Roma, anticipant-se a Alfric, per fer valer els seus drets. El papa Gregori V, però, no va voler oposar-se al desig real i, quan Alfric va arribar a Roma el 997, va rebre el pal·li. Se li atribueix la substitució dels clergues regulars per monjos en la cura de l'església catedral de Christ Church a Canterbury. Aquells se n'havien fet càrrec des de la seva fundació, el segle ix.
També és probable que celebrés el matrimoni del rei Etelred l'Indecís i Emma de Normandia, el 1002. Alfric també va ordenar la redacció d'una vida de sant Dunstà de Canterbury, la Vita Sancti Dunstani. Alfric va morir el 16 de novembre de 1005

## Veneració
Va ser enterrat a l'Abadia de Abingdon i després fou traslladat a la catedral de Canterbury. Fou canonitzat i la festivitat litúrgica se celebra el 16 de novembre.